# 층밀림 변형력
층밀림 변형력(shear stress, 층밀림 응력, 전단 응력(剪斷 應力). 종종 τ로 표시됨, 그리스어: 타우)은 재료 단면(material cross section)과 동일 평면(공면점)에 있는 변형력(stress) 구성 요소이다. 이는 재료 단면에 평행한 힘 벡터의 구성 요소인 층밀림 힘(shear force)에서 발생한다. 반면에 수직 변형력(normal stress, 수직 응력)은 작용하는 재료 단면에 수직인 힘 벡터 구성요소에서 발생한다.
전단 응력(shear stress)은 재료가 전단력(shear force)을 받을 때 이에 저항하여 생기는 응력(stress)을 말한다.

## 일반 층밀림 변형력
평균 층밀림 번형력 τ 또는 단위 면적 당 힘을 계산하는 공식은 다음과 같다:
{\displaystyle \tau ={F \over A},}
여기서: 
- F, 적용된 힘;
- A, 단면적.

관련된 영역은 적용된 힘 벡터에 평행한 재료 면(face), 즉 힘에 수직인 표면 법선 벡터(normal vector)에 해당한다.

## 기타 형태

### 유체의 층밀림 변형력
뉴턴 유체의 거동은 다음과 같은 간단한 식으로 나타낼있다.
(가정조건 : 비 압축성 유동, 등방성 뉴턴유체)
{\displaystyle \tau =\mu {du \over dx}}
여기서,
- {\displaystyle \tau }          는 유체에 작용하는 층밀림 변형력(shear stress)
- {\displaystyle \mu }           는 유체의 점성계수
- {\displaystyle {du \over dx}}는 층밀림 힘(shear force)에 수직한 방향의 속도의 기울기로 표현되는 전단변형률이다.

## 토질역학에서의 전단 강도
흙이 전단 응력을 받아 현저한 전단 변형을 일으키거나 명확한 전단 활동을 일으킨다면 이것을 '흙이 전단 파괴되었다'고 하며 이때의 활동면 상의 전단 응력을 전단 강도(shear strength)라고 한다. Mohr-Coulomb의 이론에 따르면 전단강도는 흙 입자 사이에 작용하는 점착력(c)과 마찰에 의해서 결정된다. Φ는 내부마찰각 또는 전단저항각이라고 한다. 흙의 전단 강도 식은 다음과 같다.
{\displaystyle \tau =c+\sigma tan\phi }

여기서 {\displaystyle \sigma }는 전응력을 나타낸다. 만약 공극 수압이 발생한다면, 위 식에서 전응력이 아닌 유효응력을 대입하여 계산해야 한다. 즉,

{\displaystyle \tau =c+{\bar {\sigma }}tan\phi }

유효응력이란 전응력에서 공극 수압을 뺀 것과 같다({\displaystyle {\bar {\sigma }}=\sigma -u})

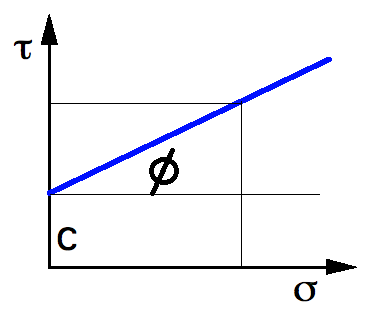
Mohr-Coulomb의 파괴 규준

σ와 τ에 따른 파괴 포락선(failure envelope)은 실제로 곡선이지만, 계산의 편의 상 직선으로 보고 사용하며, 이를 모어―쿨롱의 파괴규준(Mohr―Coulomb failure criteria)이라고 한다. 파괴 규준 선 이하에 σ, τ가 위치하면 아직 전단파괴가 일어나지 않은 것이고, 파괴 규준 선에 점이 위치하면 전단파괴가 일어난 것을 의미한다.
전단강도는 흙의 종류에 따라 달라지는 것이 아니라 같은 흙이라도 다르게 나타날 수 있다.
전단강도에 영향을 주는 현장 요인들
- 공극비, 입도, 흙 입자 형상
- 함수비
- 하중 재하 속도. 급속 하중 재하는 과잉간극수압을 발생시킴
- 강도의 비등방성: 연직방향과 수평방향의 강도가 다를 수 있음.

전단강도에 영향을 주는 실내 실험 요인들
- 과잉간극수압 발생 여부
- 시료 교란 여부
- 함수비

### Mohr의 응력원
지표면에서 z 거리만큼 아래에 있는 흙의 미소 단위에 대해 생각해보자. 이 미소 요소에 수직으로 작용하는 응력을 {\displaystyle \sigma _{1}}이라 하고, 수평으로 작용하는 응력을 {\displaystyle \sigma _{3}}라 할 때, 미소 요소내의 임의 경사면 상에서의 수직 응력과 전단 응력을 구할 수 있다. {\displaystyle \sigma _{1}>\sigma _{3}}라고 가정한다면, {\displaystyle \sigma _{1}}이 작용하는 면을 최대 주응력면이라고 하고, {\displaystyle \sigma _{3}}가 작용하는 면을 최소 주응력면이라고 한다. 이때 {\displaystyle \theta }는 최대 주응력면과 응력을 구하려는 면이 이루는 각이다. 해당 경사면에 작용하는 수직 응력과 전단 응력은 다음과 같다.
{\displaystyle \sigma ={\frac {\sigma _{1}+\sigma _{3}}{2}}+{\frac {\sigma _{1}-\sigma _{3}}{2}}cos2\theta }

{\displaystyle \tau ={\frac {\sigma _{1}-\sigma _{3}}{2}}sin2\theta }
{\displaystyle \theta =45^{\circ }+{\frac {\phi }{2}}}

## 같이 보기
- 연속체 역학
- 층밀림 탄성률(shear modulus)
- 항복 변형력(yield stress)
- 층류(laminar flow)
- 난류 (역학)
- 층밀림(shearing, 전단)
- 변형력(stress, 응력)
- 층밀림 힘(shear force, 전단력)
- 층밀림 비율(shear rate, 전단율)
- 겉보기 점성도
- 빙엄 플라스틱
- 층밀림 변형(shear strain, 전단 변형)

## 참고 문헌
- 성안당 출판사, <토목기사 과년도 시리즈 - 토질 및 기초>, 2015
- 장병욱; 전우정; 송창섭; 유찬; 임성훈; 김용성 (2010). 《토질역학》. 구미서관. ISBN 978-89-8225-697-4.
- 이인모 (2013). 《토질역학의 원리》 2판. 씨아이알. ISBN 9791156100096.